# نهائي كأس إسبانيا 1957
نهائي كأس إسبانيا 1957 وسُمي آنذاك نهائي كأس القائد العام هو النهائي رقم 55 في إطار بطولة كأس إسبانيا التي بدأت سنة 1902 ، جمعت المباراة النهائية ناديّ برشلونة وإسبانيول بتاريخ 16 يونيو 1957 في مدينة برشلونة عاصمة إقليم كاتالونيا في إحدى مباريات ديربي برشلونة وتمكن نادي برشلونة من تحقيق البطولة بعد الفوز بنتيجة 1-0 .

## التفاصيل
| برشلونة                                             | 1–0 | إسبانيول              |
| --------------------------------------------------- | --- | --------------------- |
| فرانشيسكو سامبيدرو 80' · المدرب · دومينيك بالامانيا |     | المدرب ريكاردو زامورا |